# Porto marino con l'imbarco di sant'Orsola
Il Porto marino con l'imbarco di sant'Orsola è un dipinto a olio su tela (112,9x149 cm) di Claude Lorrain, firmato e datato 1641.

## Storia
Il dipinto venne realizzato per Fausto Poli, di lì a poco cardinale di Urbano VIII,  dal 1643. Dopo vari passaggi finì nella collezione Angerstein, che fu interamente acquistata dalla National Gallery di Londra nel 1824 facendo da base per la sua istituzione.

## Descrizione

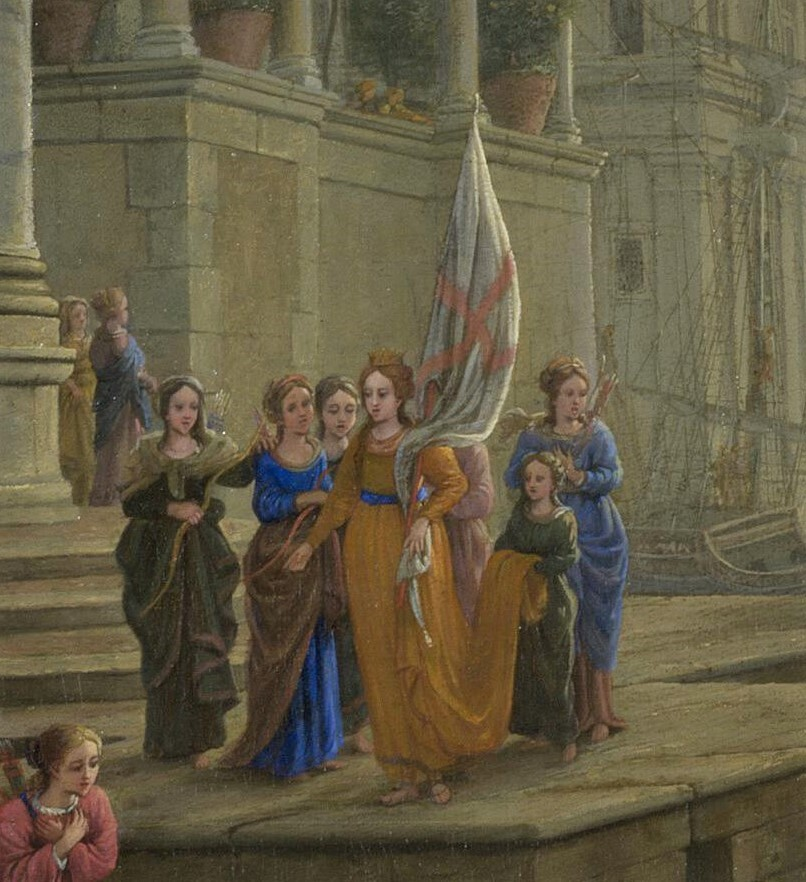
Dettaglio con Orsola

La vicenda di sant'Orsola è solo il pretesto per mettere in scena una luminosissima veduta di un porto all'alba, circondato da architetture classicheggianti di una Roma ideale, con la principessa e le sue compagne ridotte a piccole figure. L'artista non segue i testi agiografici, dove si dice che Orsola aveva lasciato le sue navi sul Reno per poi raggiungere l'Italia a piedi: nel dipinto infatti si vede la flotta in un porto presso Roma. La santa, riconoscibile per l'abito giallo e il vessillo crociato, dopo l'incontro col papa si appresta a lasciare la città insieme alle undicimila vergini compagne, molte delle quali trasportano archi e frecce, gli strumenti del loro imminente martirio. I due personaggi maschili in basso a sinistra, i più vicini allo spettatore, sono il principe Ereo, sposo di Orsola, e un uomo del suo seguito, ma anch'essi appaiono relegati in un ruolo di semplice contorno che chiarisce le dimensioni degli edifici e dello scorcio, oltre a offrire il pretesto per la rappresentazione. L'edificio a pianta centrale, con peristilio circolare, si ispira al tempietto di San Pietro in Montorio, che l'artista conosceva bene, risiedendo a Roma. In lontananza un mastio e una torre dall'aspetto medievale difendono il porto.
Lorrain, maestro del paesaggio ideale, eccelse in questa tela in numerosi spunti, dalla virtuosistica resa della prospettiva sia lineare che aerea, al controllo della luce e degli effetti di sfumato legati alla foschia, dalla descrizione del porto e dei suoi lavoratori alla perfetta rappresentazione delle navi, fino all'incombere della natura, coi grandi alberi a destra. La presenza di quinte, tipica nell'opera dell'artista, serve a indirizzare l'occhio dello spettatore verso la parte centrale più lontana e luminosa. Tutto amplifica il respiro della veduta, in tutte le direzioni: a sinistra l'edificio tagliato suggerisce una maggiore altezza, così come profondissimo è lo scorcio di cielo e mare verso la linea dell'orizzonte.